# Nomada grandis
Nomada grandis är en biart som beskrevs av Cresson 1875. Nomada grandis ingår i släktet gökbin, och familjen långtungebin. Inga underarter finns listade i Catalogue of Life.